# František Novotný (filolog)
František Novotný (29. srpna 1881 Hlína – 20. září 1964 Brno) byl český klasický filolog, který mj. přeložil Platónovo dílo do češtiny.

## Životopis a dílo

### Mládí a studia
Narodil se jako syn domkáře Jana Novotného a jeho manželky Nepomučeny, rozené Turkové. V letech 1892–1899 vystudoval gymnázium v Chrudimi. Klasickou filologii vystudoval v letech 1899–1904 na FF UK v Praze u prof. Josefa Krále. Poté byl středoškolským profesorem ve Vysokém Mýtě a na Královských Vinohradech.
První světovou válku, do které byl povolán jako záložní důstojník, strávil v armádě. Již v roce 1914 byl raněn.

### Odborné funkce
V roce 1918 se habilitoval na Filozofické fakultě Univerzity Karlovy v Praze, o dva roky později (1920) se stal profesorem klasické filologie na Masarykově univerzitě v Brně. Řádným členem České akademie věd a umění byl jmenován v roce 1933.
V letech 1929–1930 byl děkanem Filozofické fakulty Masarykovy univerzity.

### Lexikografické dílo
Badatelský záběr Františka Novotného byl v rámci klasické filologie prakticky bezbřehý. Věnoval se latinské lexikografii. Spolupracoval s Josefem M. Pražákem a Josefem Sedláčkem na dosud největším Latinsko-českém slovníku (první vydání roku 1910), který pro pozdější vydání upravoval již sám. Vydal několik latinských gramatických a syntaktických příruček. Z latiny rovněž překládal.

### Grecistické dílo
Do širšího povědomí je zapsán svým grecistickým dílem. Habilitoval se prací Eurhythmie řecké a latinské prósy (1917–1921), ke které na sklonku své univerzitní činnosti připojil ještě přehledná skripta Řecká a římská metrika (1955). Ve 20. letech 20. století v brožurkách i časopiseckých statích popularizoval vyspělou antickou kulturu a řeckou filosofii.

#### Platón
Od mládí byl přitahován Platónovými dialogy, k jejichž jazyku a rozboru jednotlivých míst se vracel v četných článcích. Řecky s latinskými komentáři vydal Listy a Epinomis. A od roku 1915 do roku 1961 postupně přeložil a úvody doprovodil celé Platónovo dílo. Tento počin završil tetralogií O Platonovi I–IV (Život, Dílo, Filosofie, Druhý život, 1948–1970), která je dosud jediným komplexním dílem o Platónovi v češtině.

## Rodina
S manželkou Karlou, rozenou Federovou (1875–1922) měli dceru Janu (1908–1981). Jako vdovec se ve Starém Brně 6. června 1931 znovu oženil s Věrou Bakalinskou (1898–1979).
Jeho švagrem byl zakladatel ondřejovské hvězdárny Josef Jan Frič (manželky byly sestry).

## Dílo

### Publikace
- Eurhythmie řecké a latinské prósy I–II, Praha 1917–1921
- Gymnasion. Úvahy o řecké kultuře, Praha 1922
- Socialistické snahy ve starém Řecku, Praha 1922
- Antické státy a náboženství., Praha 1925
- Platonovy Listy a Platon, Brno 1926
- Sokrates, Praha 1926
- Platon, Praha 1926
- Platonis epistulae commentariis illustratae, Brno 1930
- Latinská mluvnice pro střední školy II, Praha 1938
- Latinská mluvnice pro střední školy. Hláskosloví a nauka o slově III/1, Praha 1946
- O Platonovi I. Život, Praha 1948
- O Platonovi II. Dílo, Praha 1948
- O Platonovi III. Filosofie, Praha 1949
- O Platonovi IV. Druhý život, Praha 1970
- Latinská skladba (skripta), Brno 1953
- Řecká a římská metrika (skripta), Brno 1955
- Historická mluvnice latinského jazyka II, Praha 1955
- Platonis Epinomis commentariis illustrata, Praha 1960
- The Posthumous Life of Plato, Praha 1977

### Překlady
- Platón (dialogy)